# Catedral (Kostaryka)
Catedral – dystrykt w Kostaryce, w kantonie San José, w prowincji San José.

## Geografia
Catedral ma powierzchnię 2,35 kilometrów kwadratowych i leży na wysokości 1 161 m n.p.m..

## Demografia
Według zliczenia ludności w 2011 roku w dystrykcie Catedral mieszkało 12 936 mieszkańców.

## Transport

### Transport drogowy
Przez dystrykt Catedral biegną następujące drogi krajowe:
- Droga krajowa nr 2
- Droga krajowa nr 175
- Droga krajowa nr 204
- Droga krajowa nr 209
- Droga krajowa nr 213
- Droga krajowa nr 215
- Droga krajowa nr 218